# Nagybörzsöny, Pesta
Nagybörzsöny  este un sat în districtul Szob, județul Pesta, Ungaria, având o populație de 804 locuitori (2011). 

## Demografie
Componența etnică a satului Nagybörzsöny
     Maghiari (80,06%)
     Germani (11,21%)
     Romi (8,3%)
     Necunoscut (0,44%)
     Alții (0,44%)
Componența confesională a satului Nagybörzsöny
     Luterani (18,16%)
     Fără religie (3,11%)
     Reformați (2,99%)
     Necunoscută (75%)
     Atei (0,75%)
Conform recensământului din 2011, satul Nagybörzsöny avea 804 locuitori. Din punct de vedere etnic, majoritatea locuitorilor (80,06%) erau maghiari, existând și minorități de germani (11,21%) și romi (8,3%). Apartenența etnică nu este cunoscută în cazul a 0,44% din locuitori. Nu există o religie majoritară, locuitorii fiind luterani (18,16%), persoane fără religie (3,11%) și reformați (2,99%). Pentru 75,0% din locuitori nu este cunoscută apartenența confesională.